# Trigonella teheranica
Trigonella teheranica là một loài thực vật có hoa trong họ Đậu. Loài này được (Bornm.) Grossh. miêu tả khoa học đầu tiên.